# Храневац
Храневац (серб. Храневац / Hranjevac) — село в общине Вишеград Республики Сербской Боснии и Герцеговины. В настоящее время село необитаемо.